# 赵明福正义之行示威游行
赵明福正义之行示威游行，是马来西亚非政府组织赵明福民主促进会为纪念赵明福逝世15周年，组织在2024年7月13日至15日完成为期三天的游行示威。游行队伍由赵明福的胞妹赵丽兰带领人们前往马来西亚国会大厦向首相递交备忘录。

## 背景

### 赵明福坠楼事件
2009年7月16日，赵明福以证人身份被带回以协助调查一宗选区拨款事件，随后在隔天下午尸体被发现在反贪会办公楼隔邻的五楼屋顶坠楼死亡。
2011年7月21日，皇家调查委员会 (RCI) 根据反贪会的调查得出结论，判定赵明福的死是属于自杀。2012年10月30日，赵明福家人起诉马来西亚政府及官员在赵明福被拘留期间疏忽大意、殴打赵明福，导致其死亡的民事诉讼。2011年1月5日，莎亚南验尸官法庭对赵明福一案作出公开裁决，验尸官推事阿兹米尔慕达法（Azmil Muntapha Abas）当时向法院表示排除死者自杀和他杀的可能性，但由于缺乏直接事实和第三方参与与坠落前伤害有关的证据，在没有足够的证据证明赵明福是如何死亡下的判定结论为悬案。吉隆坡高等法院于2011年12月1日维持这一决定。
2014年9月5日，上诉法院三司一致裁定，赵明福是遭身份不明的一人或多人以违法手段致死，而这些不明人士当中包括反贪会职员，并排除了另外两种可能的裁决，即自杀和意外死亡。上诉法官之一的马永贵（Ma Yonggui）表示，验尸官法庭的裁判官和高等法院的法官分别作出公开裁决和维持裁决的决定是错误的，并指出他们采用了刑事案件中更严格的标准来排除合理怀疑，而所有法医病理学家都得出结论是赵明福在坠楼死亡前受了伤，验尸官推事对此做出公开裁决的宣判是错误的。另一名上诉法官莫哈末阿里夫则表示，赵明福的死亡是由于从雪兰莪沙亚南大厦（Plaza Mazalam）的14楼坠落造成多处受伤，这是由于包括参与逮捕和调查死者的马来西亚反贪会官员的不明人士造成的，并且指示总检察长办公室重新调查此案。最后一名上诉法官哈密苏旦阿都巴卡（Hamid Sultan Abu Backer）表示，验尸官推事不是裁判官，不能确定谁应对犯罪负责，而验尸官推事的作用是确定「谁有刑事责任，而不是谁应该承担责任」，并指从本案收集的证据来看，反贪会负有刑事责任，不能免于起诉。时任总警长末玛沙烈（Mohmad Salleh）在判决后宣布，警方将重启对赵明福死亡事件的调查。时任首相纳吉·阿都拉萨领导的政府随后按照法庭指示重启调查，但在两年以「没有刑事成分」不了了之。
2015年5月12日，赵明福家族起诉反贪会10名官员及所属机构和马来西亚政府的民事诉讼获得胜利，法庭命令相关被告向赵明福家族支付总计60万令吉的赔偿金和6万令吉的费用，作为对2012年因疏忽导致其死亡而提起的民事诉讼的和解。赵明福家属代表律师哥宾星在此案一份声明中表示，在经过6年的法律斗争后，赵家家属得到了反贪会和政府的认可，政府应对赵明福的死负责，并敦促警方对此事采取行动。2016年，首相署部长南希·舒克里在检验赵明福调查小组报告后宣称，总检察署发现反贪会官员没有犯罪。
时隔15年后，正因警方和总检察署从未从他杀的可能调查赵明福命案，导致赵明福坠楼死亡的真相依然不明。

### 希盟第一次执政态度和进展
2018年由前首相马哈迪·莫哈末领导的希盟执政后，时任财政部长林冠英宣布，政府将重启赵明福案件调查，政府更在2019年成立重启调查赵明福命案的特工队。但总检察署只愿意以《刑事法典》第342条文（错误囚禁）展开调查，与上诉庭“不明人士致死赵明福”的判决相去甚远。总检察长汤米汤姆斯指出，总检察署在多次审查了赵明福命案调查工作所搜集到的证据后，发现现阶段证据不足以《刑事法典》第304或304A条文（误杀）作出提控。汤米汤姆斯在一封回函表示，基于总检察署并非调查机构，因此在法律下不被赋予权力执行调查工作，惟他已会见了新任警察总长阿都哈密和反贪污委员会首席专员拉蒂法，两人皆同意尽快解决此案。
2019年6月，民主行動黨副秘書長倪可敏在一次捐獻仪式上表明，緝拿元兇及伸張正義是行動黨的原則，因此希望內政部能快馬加鞭調查，讓趙明福案件真相大白，水落石出。他认为，虽然趙家不滿警方僅以「錯誤囚禁」罪名重查趙明福案件，但以「錯誤囚禁」罪名調查也可以查悉趙明福的死因。

#### 希望联盟政权垮台
2020年7月19日，希盟民主行动党联同数十位国会议员和党领袖一起出席赵明福逝世11周年公祭礼。其中社青團團長王詩棋在公祭念誦祭文時称，行動黨沒有一刻忘記趙明福的冤屈。民主行動黨秘書長林冠英则在公祭礼上责备時任希盟內政部長慕尤丁不愿推进赵明福案的真相，之后在公祭禮後表示，將從執政22個月仍無法為趙明福討回公道事上汲取教訓，并向趙明福的胞妹趙麗蘭留下未来景愿，承諾未來希盟若再次執政，將會設下為趙明福翻案的期限。民主行動黨赵明福命案代表律师蓝卡巴星披露，自2019年6月21日重启调查赵明福命案的特工队成立以来，有关当局都未向家属汇报调查进展，他表示将在这2周内致函总检察长依德鲁斯·哈伦，要求针对赵明福命案调查进展向家属进行汇报。他也对反贪污委员会长时间审问麻坡国会议员赛沙迪的情况与赵明福的命案类似，促停止向反对党国会议员进行野蛮行为。
2022年3月2日，民主行动党卸任秘书长林冠英在行动党代表大会上致辞认为，政府应该在与殉职的消防员莫哈末阿迪赔偿150万令吉抚恤金方面同等对待，向赵明福家属和其他相关人士支付相同金额的抚恤金，也应惩罚需对致死莫哈末阿迪、赵明福和拘留所死亡案件负责的人士。7月17日，行动党秘书长陆兆福在赵明福13周年公祭礼时发表文告指出，对于扣留所命案仍然层出不穷提醒著改革大业未竟，并对赵明福及其家属的承诺，将竭尽所能，通过合法手段讨回公道。他表示，对于赵明福案沈冤待雪，进展不大，倍感愧疚和遗憾。

### 希盟第二次执政态度和进展
2023年1月23日，赵明福的父母申请司法审查，以迫使警方完成对其死亡的调查。高等法院排期至6月6日审理赵明福父母的司法复审申请。之后在6月6日，一名高等法院法官因之前参与皇家调查委员会对赵明福死亡的调查而宣布退出案件审理，导致法庭延迟至7月10日为下一个案件管理日期。
2023年3月11日，内政部长赛夫丁纳苏迪安在国会回答行动党武吉牛汝莪议员蓝卡巴星询问此案拖延多时原因时表示，「最新的进展是警方已经完成赵明福调查报告，并于去年8月11日提呈给总检察署」。之后在3月21日，赛夫丁在回答劳勿国会议员邹宇晖提问团结政府是否有意调查时表示，「警方将重新向多位重要证人录供，以调查14年前发生的赵明福坠楼命案」，并表示不愿再针对此案做出进一步的声明，以免影响调查进度。不过赛夫丁在隔年的7月2日再次回答邹宇晖同一问题时，表示警方已援引刑事法典第342条文（非法囚禁）调查赵明福命案，目前总检察署已将调查报告退回给警方，要求调查官继续录取几个重要证人的口供。在经过五年以上的调查后，警方的调查进展仍在停留在「调查中」。
12月13日，赵明福民主促进会与赵家代表丽兰到首相署提呈抗议信，对首相安华上台一年来对赵明福命案不闻不问感到极度遗憾。
2024年1月，赵明福民主促进会预告元宵节向陆兆福拜年，表示首相安华闭门不见赵家，令赵家极度失望。该组织希望陆兆福部长切勿步随安华，掌权后就遗忘民主道路上的牺牲者。
2024年3月24日国际真相权日中，56个公民团体发表联合文告呼吁政府为15年前发生的赵明福命案平反，并批评团结政府的行动迟缓，迟迟没有提控加害者。文告也批评，整个调查过程缺乏透明度，总检察署也没有理由拖延提控。

#### 新古毛寻找首相遭拦截事件
2024年5月新古毛补选期间，赵明福民主促进会提出，将到新古毛寻找为补选进行竞选宣传首相，并指出这是在多次请求首相见面不果后，別无他法所采取的行动。赵明福民主促进会与一众志工在新古毛派发传单与张贴海报时遭警方拦截，更被威胁不配合警方将强行逮捕。而在晚上返回吉隆坡的途中，更接获警方的录口供传召，因此只能折返回鲁雪兰莪县警局给口供。促进会主席黄业华指出，警方质问他们是否被聘请来新古毛、为何要将海报与首相联系起来、为何破坏安宁以及煽动政党等问题。赵丽兰则表示，不曾想自己会在希盟执政时期，因为来补选而被要求接受调查，也表明若需要上法庭才能见到首相，就去上法庭。黄业华与赵丽兰对标榜‘昌明大马’的安华政府将两人当作十恶不赦的嫌犯对待和进行漏夜录供感到遗憾。
行动党副主席倪可敏后来出席一场团结政府终极大型政治讲座时向媒体重申，他将负责牵线，安排赵明福民主促进会和赵家会见首相安华。

## 行动

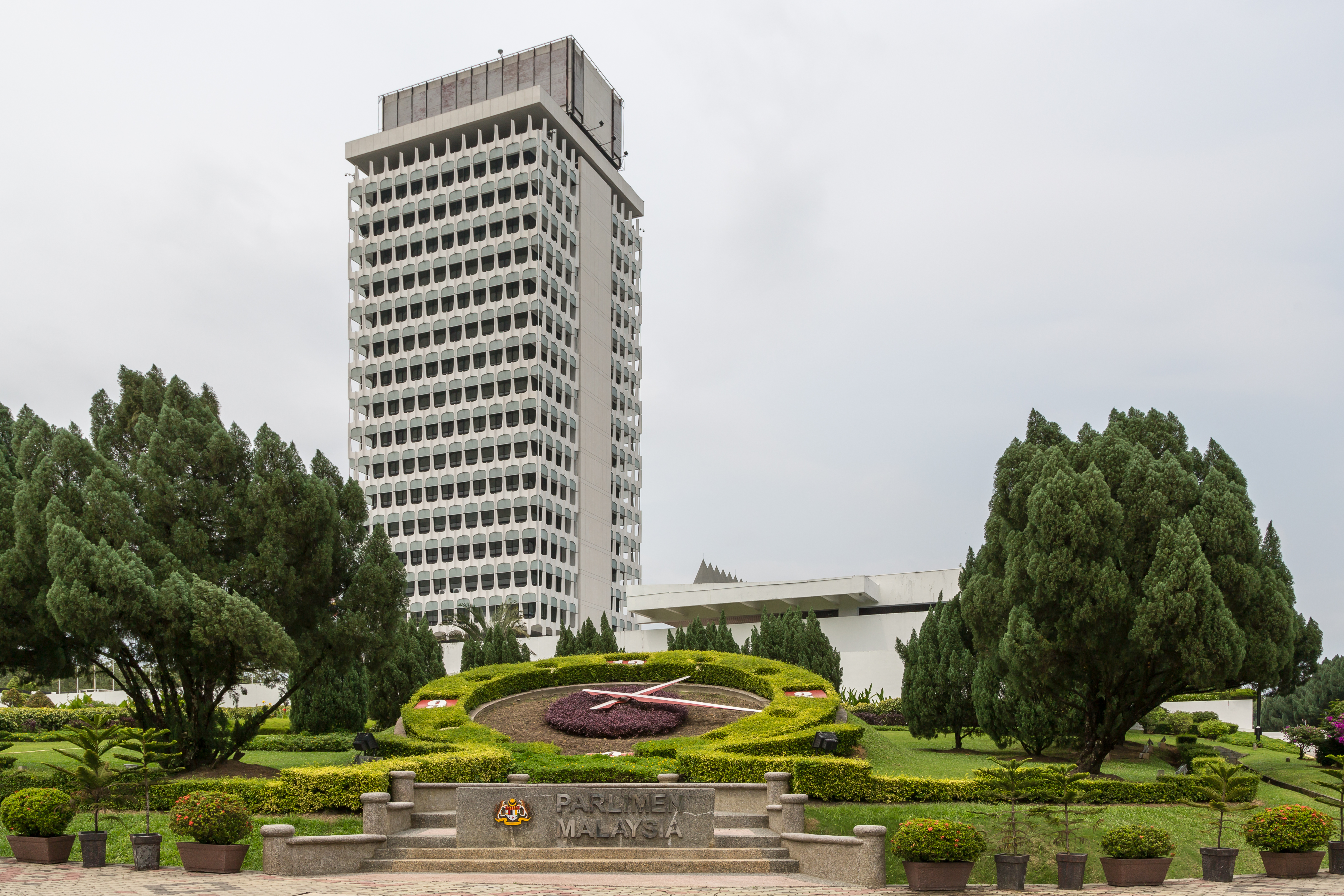
马来西亚国会大厦

2024年6月26日，赵明福民主促进会宣布，将于7月13日至15日举行「正义之行」的游行活动，以向首相安华伸冤。游行目的旨在呼吁团结政府3大要求；寻求真相：根据上诉庭判决，独立且专业调查赵明福案的嫌疑人，包括参与审讯的所有反贪会官员；实现正义：根据刑法，对侵犯赵明福人权者提出控诉和定罪，包括刑事法典第302或304条文。赵明福民主促进会也批评内政部长赛夫丁纳苏迪安敷衍赵明福命案调查状况，并促请政府透明交代为何警方调查5年来迟迟没有结论。
游行参与者展开为期3天（7月13日至15日）的“正义之行”（Walk for Justice）。最初计划沿途经过趙明福墜死事发地点的雪兰莪沙亚南大厦、反贪污委员会大厦、梳邦再也公车捷运系统、旧巴生路、吉隆坡中环车站、武吉安曼警察总部，最后布城的首相办公室。但后来考虑到国会正在开会，内阁部长和议员将聚集在下议院內，游行组织决定将最后目的地改为是国会大厦。游行活动以接力方式完成全长96公里行程。
行动首日，游行队伍自早上约8时30分在莎阿南商业大厦（Plaza Masalam）集合和进行献花仪式，之后沿经雪兰莪州政府大厦和雪兰莪州反贪会，最后一站为快捷巴士系统（BRT）双威干线莫纳什大学（SunU-Monash）车站，该日行程长达23公里。游行队伍曾在雪兰莪州政府大厦欲提呈投诉信时，但由于是周六，雪州政府并没有安排官员出来接领投诉信，后来就由保安代为接领。
次日，游行队伍到旧巴生路的新海景-美食中心后，与群众交流。赵明福民主促进会也举行公开演讲，质问为何团结政府迟迟不让赵明福案平反。发言人黄彦铬接受《MalaysiaGazette》采访时表示，「现在连前首相纳吉都已经被判罪成入狱，为何反贪污委员会致死赵明福的官员还能够逍遥法外，也对一些官员因赵明福命案而获得升职和加薪感到遗憾」。游行队伍接着会去十五碑 （吉隆坡中环单轨列车站或NU Sentral），全程17公里。

#### 爆发冲突
行动最终日，游行队伍从十五碑 （吉隆坡中环单轨列车站或NU Sentral）开始，游行至武吉阿曼警察总部以及国会，路程约五公里。在早上10时17分，游行队伍步行抵达国会大厦准备提交备忘录。但游行队伍欲步行至国会大门前，遭遇警方筑起约100米的人肉墙制止游行队伍前进，游行参与者被告知必须先获得政府许可。随后双方发生冲突，不少参与者图突破警方围防，遭到警方的拦截，赵丽兰更试图躲避警察时摔倒在地痛哭。赵丽兰对被警方阻拦表示不满，情绪激动地质问「为什么前首相纳吉·阿都拉萨领导的时代允许进入国会，而现在却不允许？」 这一事件引起参与者的强烈抗议，他们谴责警方暴力行为。赵丽兰随后通过扩音器质问执政联盟的民主行动党领导人上台后做了什么，声称赵明福为民主行动党牺牲了自己的生命，如今民主行动党上台后却阻止赵明福家族提交备忘录，要求希望联盟政府履行承诺。在被阻止进入国会后，希盟几名国会议员现身与活动人士进行谈判。民主行动党马六甲州区国会议员邱培棟提议由一名国会议员带领一名非政府组织代表前往国会门口递交备忘录，但游行参与者拒绝有关建议，坚持要在国会大厦入口处呈交备忘录。通讯及数码部副部长张念群和议长办公室助理的阿都哈迪随后赶到了解情况。到了上午11点20分，双方达成妥协，赵丽兰将备忘录在距离国会门口50米处递交给出席的议员。

## 诉讼

### 警察暴力
7月15日游行活动中，警方采取人墙阻止游行参与者和支持者进入议会大门向政府提交备忘录。因不满第一轮被阻档，几名参与者试图第二次突破前进时，警方为减轻人墙的压力，开始对参与者采取粗暴对待、推搡，并跌倒在地上。已故赵明福的妹妹赵丽兰表示，他被警员抓住衣服，随后无端被扯拉跌倒，手拿的赵明福遗照框架被弄坏。另一名女性成员廖品淳在陪同赵丽兰试图突围警方的人墙时与女警发生口角，随后遭警员长时间抓住衣领，使她的脖子被勒住后呼吸困难，之后导致她的项链断裂并在脖子上留下痕迹。一名参与者黄玟皓也被警察推倒在地。黄业华抨击政府纵容今天的暴力行为，计划向政府索取项链损坏赔偿和医疗费用，也不排除对参与暴力行为的警察采取法律行动的可能性。
7月25日，赵明福民主促进会成员前往布城的内政部大楼向独立警察行为委员会（IPCC）递交投诉信。该团队要求索赔2606零吉，以赔偿在「正义之行」期间与警察发生冲突时被损坏的活动人士廖品淳的项链和三张标语牌。而3名活动受害者经商量后不寻求医疗赔偿，因为他们认为所受的伤害不需要住院治疗。赵明福民主促进会主席黄业华表示，3名活动人士遭到警察袭击并倒地的行为构成了《2022年独立警察行为委员会法》第22(1)(b)条规定的不当行为，包括袭击、刑事暴力、故意伤害、错误束缚以及危害他人的生命或安全，要求警监会对事件展开刑事调查，并要求赛夫丁道歉并提供赔偿。

#### 指控反应
内政部长赛夫丁为同僚辩护，称正义之行参与者在國会大厦前遭警方阻撓，是因為警方在執行職務時，有維持公共秩序的考量，并对赵明福民主促进会要求政府賠償醫藥費的事宜表示，该組織僅發出媒體聲明，並沒有聯繫他。
共有26个公民组织不满赛夫丁谎称警方在赵明福正义之行期间为了维持秩序才出动武力，并要求政府革除赛夫丁的职位。行动党全国顾问陈国伟谴责警方在国会大厦外对赵明福民主促进会成员施暴，强调赵家和赵明福民主促进会有权发起和平请愿，并认为政府需要检讨执法行动时该采取的标准作业程序，避免以暴力方式对待和平请愿者。

### 示威调查
2024年7月17日，吉隆坡十五碑警区总部传召赵明福民主促进会主席黄业华、「正义之行」筹委会总协调黄彦铬与参与者王玟皓在下午5时30分前往警局问话，并援引和平集会法令调查。不过在大约发出传召命令的一个小时后，录取口供的约定突然取消。十五碑警察主任库马沙利曼（Masaliman Ku Mahmoud）拒绝证实调查是否被撤销，但表示警方已决定目前无需传唤任何人接受讯问。警方取消讯问后，赵明福活动人士感到愤怒，并批评警方这种呼之则来挥之则去的行为简直是愚弄民众。赵明福民主促进会随后计划前去十五碑警区总部举报警察暴力，也表示将在同一个警局“反报案”，检举国会路前的警察暴力行为。

#### 调查反应
评论人组织群议社（Agora Society）抨击希盟未能为自己的成员伸张正义，敦促警方停止浪费时间调查为赵明福寻求正义的人士，而是集中精力将肇事者绳之以法。评论人组织群议社表示，警方的行为和举止明显是为了骚扰和压制赵明福正义游行的支持者和社会活动家，提醒警方必须维护联邦宪法保障的人民集会基本权利。

## 反应

### 安华政府
首相安华·依布拉欣在X平台发表一份简短声明，他保证很快在近期内会见赵明福的维权人士，并审视该团体的诉求备忘录，同时转发了一篇关于警方阻止该团体游行的新闻文章。声明发表两天后，安华在出席国家生物经济展示会受媒体追问进展时表示，鉴于本周将举行统治者会议和国家元首的就职典礼，他将安排下周会见面。
通讯部长兼政府发言人法米·法兹在布城举行的仪式上表示，警方在处理游行到国会要求为赵明福之死伸张正义的团体的方式有一些可以「改进空间」的地方。他表示，虽不认识赵明福本人，但自2009年以来「特别关心」他的案件。另外，法米在2009年7月12日一则支持赵明福的推文被追思，內容表示「他在吃完饭后看电视新闻时，想到赵明福要结婚突然哭了起来」，这与掌权后保持沉默的态度形成鲜明对比。
内政部长赛夫丁纳苏迪安在游行结束后的第三天对该活动进行回应，他對趙明福事件感到同情，並對非政府組織就趙明福事件展開的捍衛運動持開放態度。同时对暴力指控辩称，指警方有維持公共秩序的考量。隔日，赛夫丁在国会下议院书面回答民主行动党甲洞国会议员林立迎的提问时称，赵明福命案调查报告已于2023年1月由总检察署退回给调查官，并根据2018年内阁会议做出的决定，援引《刑事法典》第342条文（非法拘禁）对赵明福命案重启调查。

#### 希盟其它政党反应
公正党青年团通讯主任哈兹克（Haziq Azfar）发文声援正义之行，促警方谨慎对待和平集会，并对当局针对有关和平集会的反应令人担忧。他补充，现任政府不仅需要开放，而且还必须被视为在彰显态度民主国家观点和谐方面开放。民主行动党社会青团总财政林骏荣谴责警方暴力行为，吁警方应以更专业的态度处理事件。他发文告表示，赵明福促进会发起正义之行，3天步行45公里呈交备忘录是为了实现正义，和平集会也是宪法保障公民的权益，爆发冲突引发多名参与者受伤令人遗憾。
民主行动党劳勿国会议员邹宇晖向国会下议院提呈二份紧急动议，要求国会辩论赵明福案件之外，也希望政府能够设立新的调查队，以打破调查毫无进展的困局。他表示，提出紧急动议目的是呼吁政府和警方，听取赵明福民主促进会和民众的诉求，并援引《刑法》第302条文（谋杀）重启调查，以查明真相和逮捕对赵明福死亡负责的人。邹宇晖表示，自己曾多次在国会提出此课题，但去年3月20日和今年7月2日部长质询时间的答复如出一辙，并无进展。而第二份紧急动议要求国会允许非政府组织、民间社会和公众进入国会场地提交备忘录，表明国会与人民站在一起，体现人民国会的精神。
砂拉越民主行动党青年政治教育局局长苏天仁表示，关于在国会外示威的参与者遭到警方粗暴对待是不可接受的，这也引起现任政府是否真诚地解决赵明福案件的问题。他在一份声明中表示，「赵明福的家人只是想找出他死亡背后的真相，为己故亲人寻求正义，政府必须听取民众对正义的要求。这种要求必须超越党派、种族和阶级，这只是正义与邪恶的问题」。 苏天仁补充道，「希望联盟成功地改变了政府，将马来西亚带入了一个新时代，这些成就是建立在赵明福和数百万马来西亚人的牺牲之上的，因此必须实现正义」。他还敦促首相安华·依布拉欣立即设定一个具体的日期和时间与明福的家人见面，听取他们的要求。
民主行动党武吉牛汝莪区国会议员兼赵明福家属代表律师蓝卡巴星透露，赵明福父母在2022年1月6日入禀司法审核的申请已安排在7月29日吉隆坡高等法院做出裁决。他在出席7月16日赵明福逝世15周年追思会上向媒体表示，「从2014年到2024年，案件的调查毫无进展，质疑过去10年执法单位到底做了什么?虽然期间不断有报道指案件将重启调查，并且至今已成立3个调查小组，但调查小组将报告提交给警方及总检察署后，至今都毫无下文」。蓝卡巴星坦言，他知道有很多针对行动党的批评，但该党没忘记赵明福，促请首相安华拿出政治意愿，为马来西亚历史的不幸篇章画上一个句点，同时呼吁政府完成赵明福案件调查。
人民公正党巴西古当国会议员哈山卡林在隆雪华堂出席赵明福追思会上强调，他承诺将在国会为赵明福追讨公道，要求政府与首相安华必须重新彻查赵明福案件，不希望政府虚伪和双重标准，若案件不公的问题没解决，作为国会议员也毫无意义。哈山卡林指出，既然上诉庭裁决是应该重查赵明福案，那么安华和政府必须遵循本着为所有人伸张正义的改革原则，而马来西亚是个法治国家，而《联邦宪法》保障每个人的生存权利，且法律面前，人人平等。

### 国会下议院
国会下议院议长佐哈里阿都表示，议会收到了民主行动党劳勿国会议员邹宇晖就赵明福案提呈的二份紧急动议，但动议提呈时间还不足24小时，将在考虑之后再进行宣布。隔日，议长佐哈里阿都就內政部长赛夫丁于7月2日发表声明称警方已援引刑事法典第342条文（非法囚禁）调查赵明福命案，因此拒绝提呈的二份紧急动议。邹宇晖对此表示遗憾之余，更放话将会在下期国会继续跟进，不排除第二次提出动议继续追击明福冤案。赵明福民主促进会批评议长佐哈里阿都拒绝辩论国会路前警察暴力问题的动议的决定是可耻的，指佐哈里不仅允许警方在自己眼皮底下对和平示威者施暴，还否决了辩论人民实质性权利议题的动议。它也质问曾在全国各地举办赵明福追思会的行动党和公正党领袖，为何不表达支持和施压议长批准辩论该动议。

### 赵家家属及相关维权人士
赵明福胞妹赵丽兰游行结束后在面子书贴文控诉 ：
正义之行走了三天，第一天的12公里后脚板经脉受损，僵硬，需要靠急救人员帮忙舒缓才能走完23公里路。休整一晚上隔天早上只带微痛行走，走了13公里路已经无法行走了，弄断了支撑我的一把雨伞。弄弯了第二把雨伞后，每一次行走都如针刺，只能靠拐杖撑完17公里路。第三天的最后五公里路，预期是最轻松能轻易完成的路途，最后一里路脚隐隐做痛，终于走到了国会3、400米的路口。 
原本以为能像过去那样自由和平地走到国会门前交备忘录给首相，万万没想到警方却围堵我们，拒绝我们在国会门口呈交备忘录。当我们询问为何，他说受到上司指令。国会属于人民，国会议员还是我们人民投选出来的，曾几何时变成了无法聆听选民心声和诉求的地方？ 

我们坚定脚步维护公民权，坚持要我们投出来的人民代议士在国会门口接我们的备忘录，结果被警方暴力对待。警察拉扯紧握我手臂的队友衣服，勒颈导致他的颈项受损、颈链断、呼吸困难，连环效应导致我无端被扯拉跌倒。一些队友被警方抬起或被推倒，场面混乱，参与者被警方暴力对待痛彻心扉。我们只是要和平走到国会门口呈交备忘录而已，不是冲进国会门内闹事，为何被警方像拥有危险武器的罪犯那样被对待？
馬來西亞中華大會堂吉隆坡民权委员会谴责警方阻扰赵明福「正义之行」前往国会大厦门口，警方使用不当武力拦载游行参与者，并导致参与者在过程中受伤，包括赵明福胞妹赵丽兰跌倒在地，有违联邦宪法第10条所赋予马来西亚公民享有言论、集会和结社自由的权利。民权委员会强调，国会议员是由民主选举推选而出，国会大厦外是属于人民的公共空间，警方不应阻止人民在公共空间的范围行使集会权。民权委员会也要求政府尽速给予赵家一个交代，还原赵明福案件的真相，并缉拿真凶。
国际人权组织ARTICLE 19马来西亚高级项目官员娜丽妮（Nalini Elumalai）敦促马来西亚警方和政府尊重和平集会的权利，阻碍和骚扰和平活动人士并导致人身伤害的行为是不可接受的。她指出，需要立即调查并追究责任。警方必须停止一切高压手段，停止针对和平抗议者和政府批评者。娜丽妮认为马来西亚政府应该关注这些要求，并采取果断行动，确保赵明福得到正义，并防止未来出现拘留死亡事件，这次游行是纪念赵明福的一种方式，也是呼吁马来西亚执法机构内部早就该进行的透明度、问责制和改革。
7月16日，赵明福民主促进会主席黄业华在游行结束后表示，自安华承诺将尽快会面的24小时以来，尚未没收到首相接见的通知，并批评安华自任相后冷待赵家，躲在云端，完全脱离群众。他表明，「自从2022年11月政党轮替以来，他们不断透过向国会议员向首相表达见面意愿，然而都没有得到回应。以前作为反对党领袖，安华在赵明福案发后甚至赶去现场，他还来到赵明福丧礼中追悼，不解为何如今要等待18个月才能见首相」。在赵明福逝世15周年追思会上，赵丽兰对尽管未接获通知，但依然感谢首相安华终于发文答应接见他们。她也谴责希盟政府迫使他们走上街头，甚至遭受警方暴力：「我从来没有想过，有一天，我会被警员抓住我的衣服、推我、把我手上的遗照框架也弄坏了，我没想过在希盟执政时会发生这样的事情」。
马大新青年主席林靖杰谴责政府阻止游行队伍在国会大门呈交备忘录，更导致马大新青年前主席廖品淳和赵明福胞妹赵丽兰受伤，并质问政府有政治意愿派出执法机构阻止人民呈交备忘录，又为何没有政治勇气还赵明福一个公道以及进行执法机构的改革。林靖杰指出，司法单位已给予公平的判决，问题出现在政府始终没有政治勇气将罪犯绳之于法，同时也没政治意愿去进行转型正义。

马来西亚律师公会前主席兼净选盟前主席安美嘉表示，尽管当今政府认定反贪会官员害死赵明福，但迄今却未提控涉及的官员，并为警方对赵明福民主促进会成员施予暴行表示谴责
|  | 无法相信这是在安华领导政府下发生的事情，毕竟1998年安华也曾遭遇警方的殴打，进而在全国掀起烈火莫熄运动。2010年的补选中，我们也曾遭到警方的暴力对待，赵明福支持者甚至遭到警方的镇压，而我们始终相信‘希盟绝对不同于国阵’。然而事与愿违，自希盟上台安华出任首相后，赵明福民主促进会提出的诉求被漠视，人民期待的改革议程也都落空。致使赵明福民主促进会曾造访首相署、行动党总部，甚至在新古毛州席补选期间找首相，但都没有取得任何积极的进展。 |

消除扣留所中死亡和虐待（EDICT）主席兼人权律师维斯瓦纳（M Visvanathan）认为需要向首相安华和内政部长赛夫丁追究此事，并批击赛夫丁纵容警方暴力对待游行参与者，呼吁赛夫丁应辞去内政部长的职位。
评论人组织群议社（Agora Society）批评团结政府和警方一再未能为赵明福伸张正义。它表示，「希望联盟在2018年第一届执政任期内未能揭露赵明福案的真相，而希望联盟第二届政府已经执政了一年零八个月。然而，首相安华却长期避免与赵明福家人见面，这是希望联盟报答15年前为捍卫雪兰莪州民联政府而牺牲生命的民主行动党成员赵明福的方式吗？」并指出，若希望联盟无法解释赵明福案的真相和伸张正义，人民将不会相信这个政府会关心民众的生命。

#### 倡议
赵明福民主促进会主席黄业华希望政府能考虑邀请国际刑事专家审查此案，并指出警方15年前便将该案列为猝死案，因此调查角度往往朝著自杀角度来处理，但回顾以前皇家委员会调查报告或律师公会的观察报告，便可发现许多问题。他亦敦促政府制定反酷刑法，以抑制发生在执法单位扣留所毙命事件。黄业华指出，赵明福命案并非是马来西亚在扣留期间丧命的个案，并非只有反贪会发生此类事件。另外，他也再度呼吁政府改革《反贪污委员会法令》第30条文，因为该法允许反贪会没有时间限制盘问证人。他举例赵明福是在傍晚6时被扣并录供，直至隔日凌晨3时45分，这顾名思义是一种酷刑。消除扣留所中死亡和虐待（EDICT）主席兼人权律师维斯瓦纳丹呼吁政府设置验尸庭，以对执法单位扣留期间发生的命案进行审查。馬來西亞中華大會堂吉隆坡民权委员会要求安华政府言行一致，落实警队制度改革，以避免执法滥权导致扣留死亡的情况再次发生。
马大新青年呼吁团结政府采纳四大诉求以还赵明福一个公道和让大马民主更进一步：一、政府必须以他杀角度重启调查且勿虎头蛇尾；二、政府必须披露导致赵明福死亡的全部真相；三、政府必须以第302条文或者第304条文，起诉所有杀害或导致赵明福死亡的反贪委员会官员等；四、政府必须立即落实IPCMC，让所有涉嫌霸凌犯人的黑警能获得独立的调查，防止官官相护。

## 后续

### 政府与赵家家属会面
2024年7月17日，赵明福胞妹赵丽兰向媒体告知，首相政治秘书曾敏凯在傍晚时分联系她，跟她敲定在8月1日下午3点和首相会面。之后在当天，赵明福的父亲赵亮辉和母亲张秀花，胞妹赵丽兰，遗孀苏淑慧和儿子赵尔家与代表律师蓝卡巴星一同前往布城的首相署官邸与首相完成会面。会面结束后，蓝卡巴星表示，首相安华在会议上已同意重启对赵明福2009年死亡事件的调查，并将担任后续消息的传达职务。当时一同出席会议还有数码部部长哥宾星。他表示，赵家提议在国际犯罪专家的协助下重新调查此案，而首相认为需与全国总警长讨论是否需要专家协助处理此事。在会面中提出了几个关于赵明福死亡调查延迟的问题，并表达了赵家家属对这一延迟的不满，该案已调查了15年仍未结案。赵明福胞妹赵丽兰则表示，首相安华同意沿用上诉庭2014年裁决的条文，包括刑事法典302条文（谋杀）展开调查，但一切有待与警方研究，并解释这是因为安华不要被人冠以独裁者的称号，亦称安华向她传达了重新调查无需等1至2年。她表示，安华在会面中告知赵家，本身不曾忘记曾经到赵明福命案现场声援赵家，甚至到赵明福的丧礼上致意，他至今仍非常重视此案。
同日，首相安华在Facebook上表明政府的立场，同意警方重新调查赵明福死亡事件。安华表示，他保证调查行动将在透明和公正，且不会受到任何外部干扰的情况下进行，特别是在考虑到2014年9月5日上诉法院对此案的意见。安华也指出，他本身一直密切关注此案，在听取了赵家的担忧和要求，理解赵明福家人在寻求正义时所经历的悲伤和痛苦。8月2日，武吉阿曼刑事调查部总监苏海里扎因（Mohd Shuhaily Mohd Zain）随后被问及调查情况时表示，如果接到指示，警方会事先评估并考虑所有方面再作决定，当中不排除再次传召所有相关人士助查，包括死者的家属。

#### 反应
8月3日，赵家家属赵丽兰透过赵明福民主促进会发文强调2014年上诉庭的判决声明和立场，批评警方在过去10年以来完全视司法机关为无物，以至法治荡然，她们要求安华下令警方尊重司法，根据上诉庭的指示重新调查，完全是要确立法治的正当诉求。她表示，其家人得知警方后来表示要传唤家人以记录口供后感到震惊，敦促警方应该立刻重启赵明福2009年死亡事件的调查，并紧急逮捕和审问涉案的的马来西亚反贪会官员，而不是再次传召其年迈家人向警方提供口供，也质疑调查部总监声明连赵家也要助查，是否打算故技重施再次从自杀角度调查或其它意图。赵丽兰表示，她向首相安华提出如果警方无法或不愿意调查反贪会官员，建议成立一个国际调查小组，对该案件进行独立和专业的调查，同时声称涉嫌与她弟弟的死亡有关的5名反贪会官员已在反贪会内部获得提拔。她要求首相立即停职涉及官员，以等待调查结果，但首相拒绝进一步置评，指出这是为了公正地进行调查而停职官员完全属于首相的权力范围。赵丽兰表示，安华所提出的昌明大马理念备受国人和国际社会关注，期待此宏观理念能够让大马脱胎换骨，摆脱昔日的残暴贪腐；若政府迟迟无法为赵明福昭雪，只会证明安华政府不过是新瓶装旧酒。
8月15日，赵明福民主促进会宣布将举办一次朗读会，以向警方解释必须援引刑事法典第302条文（谋杀）调查此案的重点。他们指出，尽管首相安华在8月1日会见赵家时，承诺重新开案调查，但安华并没答应赵家关于邀请国际刑事调查专家的的诉求，仅表明新调查将研究上诉庭判决的内容。该会亦曾经向警方报案及提呈上诉庭的判决，但是警察无视提呈的资料，一意孤行往自杀方向调查。由于不确定警察是否曾详读上诉庭判决，包括关于赵明福颈上伤口的评论，于是决定亲自到武吉安曼总部朗读上诉庭判决的重要内容。8月17日晚上，赵明福民主促进会约15名人士在武吉阿曼警察总部前举办烛光朗读会，他们冒著细雨手持白蜡烛以三语宣读上诉庭于2014年对赵明福命案的判决内容，促请警方以谋杀角度重新调查此案。

### 赵明福公祭礼
2024年7月21日，赵明福逝世15周年公祭礼上，包括几十名民主行动党国州议员和数个非政府组织和支持者，在士毛月富贵山庄拜祭赵明福。赵丽兰表示，她希望在8月1日与首相安华的会面将确认政府是否对涉嫌杀害赵明福的人进行新的调查，呼吁政府为赵明福伸张正义来落实希盟对赵家的诺言。赵丽兰还呼吁行动党团结起来，希望行动党能利用其下议院40席的实力来施压，要求政府根据《刑事法典》第302条文（谋杀）重新调查赵明福的死亡。雪兰莪行动党社青团团长王俊伟在宣读公祭文时强调，今年是赵明福死祭15周年，行动党不曾忘记赵明福，也在非常努力追寻真相。行动党全国顾问兼蕉赖区议员陈国伟在公祭礼上呼吁政府尽快复查赵明福命案，从而恢复并建立公众对司法系统的信任，确保公正彻底地查明真相，并希望首相安华能够代表政府向赵家道歉。
馬來西亞華人公會吉打州联委会主席蔡通易促请行动党动员40个国会议席的力量，继续在国会据理力争，监督执法单位，让赵明福命案如家人所愿，能以谋杀角度调查，将犯案嫌凶停职查办，并提醒不要当了政府就忘了赵明福，不当政府就肆意‘炒作’。他认为，行动党顾问陈国伟希望首相能够说声道歉，并表明这是行动党立场的格局太小，应确保凶手被处罚，受到法律的制裁，还原事发经过，让整个案件清清白白才是行动党应该要坚持到底的立场。民政党全国主席刘华才抨击民主行动党和希盟多位领袖在当官后投鼠忌器，不敢再高调为赵明福伸冤，若非发生715国会外暴力事件和网民讨伐，行动党恐怕还是会不敢出声。他也嘲讽希盟过去15年以来，借赵明福命案赢得选票，可是每回大选一过就会保持沉默，还让警方对付赵家。他对劳勿国会议员邹宇晖和公正党巴西古当国会议员哈山卡林在国会为赵明福的发声受到不公平限制感到失望，也对行动党顾问陈国伟事前未跟警方和赵明福民主促进会协调，导致双方在国会大厦外发生肢体冲突事件的谈话感到遗憾。

### 法院对赵家的司法裁决
2024年7月29日，吉隆坡高等法院指定10月29日就赵明福家属就其死亡事件向警方提出的司法复核申请作出裁决。
在历时两年的司法程序后，赵明福家属的司法检讨申请于2024年11月21日获得司法批准，吉隆坡高等法院谕令警方必须在六个月内完成赵明福案的调查。随后，马来西亚总警长拉扎鲁丁表示，警方已成立刑事调查特别小组（USJT），以按照法庭指示重新录取赵明福死亡案件的证人口供，并将调查工作交由武吉安曼刑事调查部总监苏海里扎因（Mohd Shuhaily Mohd Zain）负责。

#### 反应
2024年10月1日，赵明福的家属透过其民主促进会发文表示，尽管在8月1日得到首相安华的个人保证，但过了两个月后，赵明福案件的重启只是「只闻楼梯响，不见人下来」，批评政府没有采取任何行动。赵丽兰亦对比警方近期迅速展开调查和逮捕邪教组织全球兄弟控股（GISBH）的事件，希望警察以同样的千钧之势，重新调查赵明福案件，而不是永远地让家属等待。
2024年11月22日，马来西亚总警长拉扎鲁丁·胡先宣称，警方将咨询总检察署，并成立刑事调查特别小组（USJT），以按照法庭指示展开相关调查。

## 结果

### 赵明福案件被列「无进一步行动」
2024年5月21日，赵明福家属以及赵明福民主促进会主席黄业华向外界指出，他们在20日接到由警方发出通知调查进展的信函，被告知总检察署已将赵明福案件被列为「无进一步行动」（NFA），赵明福妹妹赵丽兰及其代表律师蓝卡巴星随即宣布将召开记者发布会告知实情。
5月22日，赵丽兰在记者发布会上指出，安华政府没有兑现彻查赵明福命案的承诺，警方依然以非法禁锢条文调查此案，最后又草草结案，促请首相安华兑现他在2018年大选期间做出的承诺，还赵明福和家属一个公道和交代。赵丽兰表示，他们对此结果感到十分失望，批评安华政府仍活在前朝政府的阴影之中，执法人员还以录口供的名义不断骚扰赵家，涉案的人士也拒绝配合警方调查，甚至还在升官发财。
另一方面，赵家律师蓝卡巴星对总检察署仅通过警方间接告知家属调查结果的决定提出质疑，敦促总检察长对已经被裁定为因他人非法行为导致死亡的赵明福，为何没有以凶杀或过失杀人角度进行调查的决定做出解释。蓝卡巴星亦向总检察长发出质问，该决定是否间接指控过去16年的调查中，根本没有任何证据表明存在此类非法行为，而上诉庭的裁决是错误的，或者这项决定是为了避免不遵守高庭谕令而产生的法律后果。

#### 调查机构反应
马来西亚总检察长办公室对将2009年赵明福死亡后的调查结论归类为「无需进一步行动」（NFA）的决定作出回应，指出「在研究警方最新的调查报告后，沒有发现足够的证据证明赵明福的死与任何人有关，因此向警方发出的命令是'不就这份调查报告采取进一步行动'」。
马来西亚反贪会主席阿占·峇基指出，随着总检察长办公室将赵明福案件列为「无需进一步行动」（NFA），赵明福案件已不再是反贪会的关注点，而所有与赵明福案件相关的调查行动交由其他执法机构负责

### 反贪污委员会道歉声明、民主行动党鞠躬道歉
2025年7月16日赵明福逝世16周年记念日之际，马来西亚反贪污委员会发表一份声明，首次为赵明福事件对赵明福家属作出正式道歉。反贪会主席阿占·峇基在声明中表示，尽管最新的调查未能追求真相，以及马来西亚政府此前已向赵明福的家人支付约66万令吉的赔偿金，但出于同情，反贪会准备向已故赵明福的家人提供善意捐款，以支持其子女的福利和教育需求，具体金额待定。阿占·峇基的声明中，描述此案为一起黑暗事件，不仅对赵明福的家人，也对所有反贪会人员和国家都产生了深远的影响，对此向死者家属表达同情，并对他们在此期间所遭受的苦难表示歉意。在同一份声明中，阿占·峇基还列举了反贪会自赵明福去世以来为保障协助反贪会调查人员的福祉而采取的改革措施。
2025年7月17日，民主行动党领导者在其党总部召开临时新闻会，就无法达到赵家的期望向家属鞠躬道歉。民主行动党秘书长陆兆福协同副主席张念群、行动党全国副财政兼雪州主席黄思汉及雪州前行政议员欧阳捍华，向赵明福的家人鞠躬致哀，以示「敬意和哀悼」，并呼吁赵家接受反贪会的捐款。陆兆福代表行动党立场表示，反贪会在赵明福逝世16周年之际，首次向赵家公开道歉，这体现昌明政府的诚意。陆兆福认为，反贪会的道歉声明已经承认责任，赵明福是在被反贪会羁押期间致死的。陆兆福针对反贪会的捐款来源指出，捐款是来自政府的资金，计划交给赵明福遗孀淑慧管理。陆兆福强调，反贪会向赵家提供捐款不代表结案，其它执法机构展开的调查行动都应该持续进行。陆兆福补充说，这项提议没有任何条件，赵明福的家人可以继续寻求正义，而政府提供的善意捐款是为了支持赵明福孩子的福利和教育需求。陆兆福表示，赵明福案件过去16年，行动党无论在朝还是在野都从未缺席，一直在法律基础上寻求案件的真相。在新闻会上，赵明福生前上司欧阳捍华被媒体询问时称，其一切表态以陆兆福的声明为主要内容，并指出反贪会在过去的16年从来没有向赵家道歉，该声明代表昌明政府的一个诚意。

#### 相关反应
民主行动党万里望州议员兼房屋及地方政府部门政治秘书周锦欢表示，反贪污委员会就赵明福事件的道歉声明，是对赵家最起码的交代，也是人民十多年来不懈追求真相与正义的回响。他认为，反贪会的道歉也是对整个执法体系的一记警钟，要求国内所有执法机关都必须以此为鉴，进行彻底检讨与重整，并呼吁制定一套更透明专业且以人权为导向的执法指标，以杜绝滥权行为。非政府组织「反强奸运动」创始人贾哈伯丁·莫哈末（Jahabertin Mohamed Yunus）表示，反贪会主席阿占·峇基向已故赵明福家人道歉并提供额外赔偿，是反贪会的一项良好举措，也是一项富有同情心的举措。他亦指出，尽管从法律角度来看无需这样做，但这种富有同情心的举措应该得到其他相关政府机构的效仿。
民权共识党主席拉玛沙米发文表示，反贪会向赵明福家人提供的援助是一种侮辱，指出赵明福家属需要的是真相，不是金钱援助。他表示，如果反贪会主席阿占·峇基不能真心实意地协助查明责任方，就应该保持沉默，并强调不应以为提供资金，就能为这场悲剧画上句点。拉玛沙米也挑战民主行动党，若政府不逮捕及提控致死赵明福的肇事者，则应该展现骨气，撤回对政府的支持。净选盟针对反贪会主席阿占·峇基的道歉声明做出回应，表示支持赵明福家属的立场，同时批评反贪会的道歉毫无诚意，包括没有表明是否会对付涉案的官员。净选盟指出，向已故赵明福的家人道歉和赔偿并不能终结执法机构内部的「有罪不罚文化」，并指出必须向涉案官员提起刑事诉讼，否则可能会向公众传递错误的信息，动摇社会契约及法制基础。净选盟坦言，执法单位不曾重视人权，从扣留所命案屡屡发生的情况可见一斑。净选盟再次呼吁政府积极回应赵明福家人的诉求，并重新审视“不采取进一步行动”（NFA）的决定。马来西亚民主联合阵线（MUDA）对民主行动党高层呼吁赵明福家属接受反贪污会所谓“善意道歉”深感失望，强调没有完整的问责，任何道歉都是空洞，无法带来真正的了结，也无法为这起纠缠国家17年的悲剧伸张正义。
赵明福家属在吉隆坡中华大会堂召开新闻发布会，宣布不接受反贪会的不诚心的道歉和不负责任的赔偿金。赵明福妹妹赵丽兰表示，反贪会主席阿占·峇基的道歉只是一种公关手段，并没有真正的问责或后续行动。她也表示，反贪污委员会的声明实际上是一种羞辱，让外界误以为赵明福家属是为了钱，强调其家人寻求的不是赔偿，而是要求真相和正义，并补充称总检察署曾经在2022年希望联盟政府执政后，透过希望联盟议员向赵明福家属提供额外赔偿的提议也被拒绝了。赵丽兰在回想起接到前上司劝告其接受反贪会的道歉和援助时，使她在新闻发布会期间潸然泪下。在新闻发布会上，赵明福民主促进会主席黄业华表示，没有人能给一个人的生命标上价格，并讽刺地建议阿占·峇基“交出”该协会认为与明福之死有关的五名反贪会官员。他亦回应赵明福案件的调查结果时指出，此案已过去16年，迄今仍未获得真正的真相和正义，责任在于警方早期调查不专业、不独立且不公正，并再三呼吁政府应考虑邀请具实权的国际刑事调查专家介入调查。隆雪华青团长黄彦铬在出席新闻发布会上，声援赵家和赵明福民主促进会，并针对反贪会声援将向赵明福家属提供捐款的来源提出质疑，要求反贪会解释这笔捐款的来处。